# William Lethaby

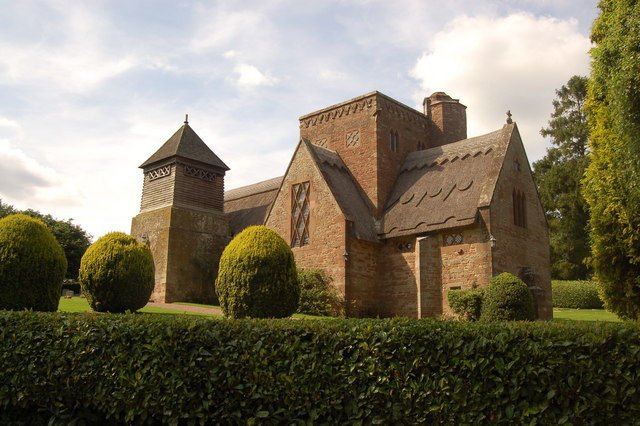
William Lethaby: All Saints’ Church, Brockhampton, Herefordshire. Die zwischen 1901 und 1902 erbaute Kirche war ein Geschenk von Alice Madeline Foster zum Gedenken an ihre Eltern

William Richard Lethaby (* 18. Januar 1857 in Barnstaple, Devon, England; † 17. Juli 1931 in London, England) war ein englischer Architekt, Architekturhistoriker, Designer und Kunstpädagoge. Er gilt als Schlüsselfigur der Arts-and-Crafts-Bewegung und als Pionier der modernen Architekturtheorie.

## Leben

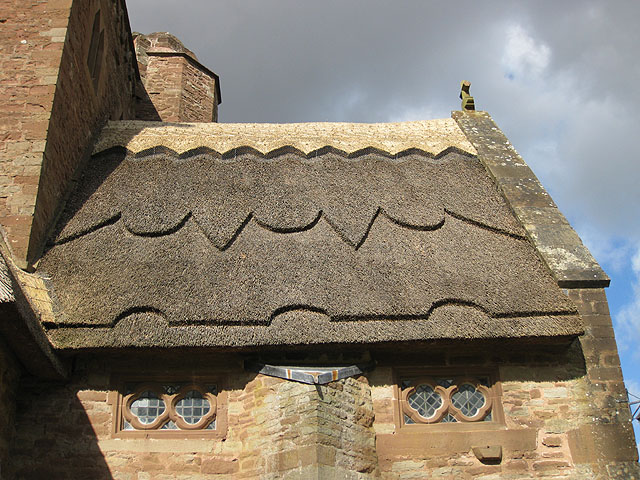
Strohdachdetail, All Saints' Church von William Lethaby

William Lethaby wurde als Sohn des Holzschnitzers und Vergolders Richard Pyle Lethaby und dessen Frau Mary geboren. Er besuchte das Barnstaple Literary and Scientific Institute, wo er Abendkurse im Zeichnen belegte. 1878 nahm er eine Stelle im Architekturbüro von Richard Waite in Duffield, Derbyshire, an und arbeitete anschließend kurzzeitig bei T. H. Baker in Leicester. Nach dem Gewinn der Soane-Medaille des Royal Institute of British Architects in den Jahren 1878/79 zog er nach London, wo er von 1879 bis 1889 als Chefassistent bei Richard Norman Shaw tätig war. In dieser Zeit engagierte er sich in der Society for the Protection of Ancient Buildings (SPAB) und war 1884 Mitbegründer der Art Workers’ Guild. 1889 verließ er Shaws Büro und eröffnete ein eigenes Architekturbüro in Bloomsbury, London.

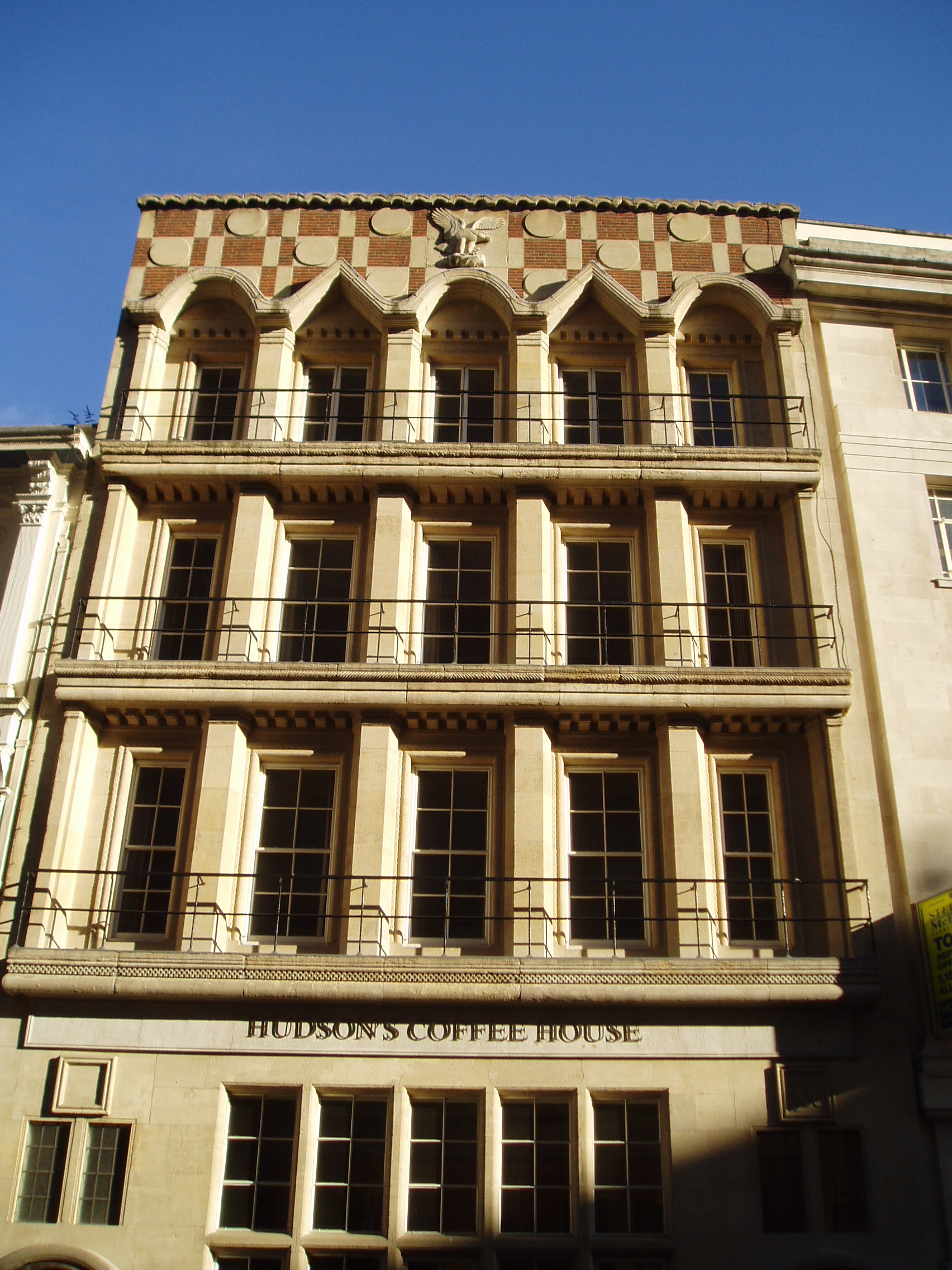
122-124 Colmore Row, Birmingham von William Lethaby

1894 wurde er zum Kunstinspektor des neu gegründeten Technical Education Board des London County Council ernannt. 1896 gründete er die Central School of Arts and Crafts, deren erster Leiter er wurde. 1901 wurde er zum ersten Professor für Design am Royal College of Art ernannt. Ab 1906 war er „Surveyor of the Fabric“ der Westminster Abbey. Als Pädagoge setzte sich Lethaby für die Integration von Design und Handwerk in der Ausbildung ein. Damit prägte er die Entwicklung der modernen Designausbildung maßgeblich. Er starb am 17. Juli 1931 in London und wurde auf dem Friedhof der St Mary’s Church in Hartley Wintney, Hampshire, beigesetzt.

## Werk
William Lethaby war stark von den Ideen der Arts-and-Crafts-Bewegung beeinflusst, insbesondere von den Schriften William Morris’ und John Ruskins. Er entwarf nur sechs Gebäude:
- Avon Tyrrell House, Hampshire (1891–1892)
- The Hurst, Four Oaks, Birmingham (1893)
- Melsetter House, Hoy, Orkney (1898)
- High Coxlease, Lyndhurst, Hampshire (1900–1901)
- Eagle Insurance Buildings, Colmore Row, Birmingham (1899–1900) und
- All Saints’ Church, Brockhampton, Herefordshire (1901–1902).

Sein Werk zeichnet sich durch eine enge Verbindung von Design und Handwerk aus, wobei er großen Wert auf symbolische und mystische Elemente legte. In seinem 1891 erschienenen Buch Architecture, Mysticism, and Myth untersuchte er die symbolische Bedeutung architektonischer Formen in verschiedenen Kulturen.